# Palazzo Del Sale-Balbo
Palazzo Del Sale-Balbo è un palazzo quattrocentesco ristrutturato nel XIX secolo situato nel centro rinascimentale di Ferrara in via Borgoleoni 70.

## Storia

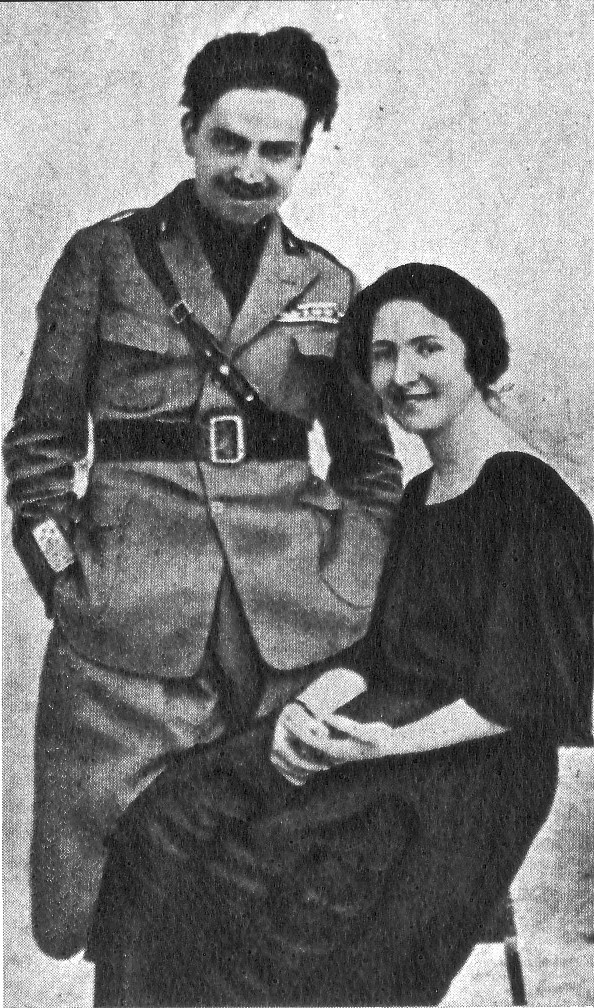
La contessa Emanuela Florio e Italo Balbo, che dimorarono nel palazzo dal 1924.

Il palazzo venne fatto edificare da Scipione Del Sale (o Dal Sale) nel 1493. In seguito ebbe diversi proprietari ed entrò nelle disponibilità dei marchesi Monti, dei conti Roverella, della famiglia Penna, della famiglia Guidetti, del conte Giovanni Gulinelli e diversi altri.
Dal 1924, dopo il matrimonio tra la contessa Emanuela Florio e  Italo Balbo, divenne residenza ufficiale del gerarca, la personalità fascista di maggior rilievo a Ferrara in quel periodo e membro del Gran consiglio del fascismo.

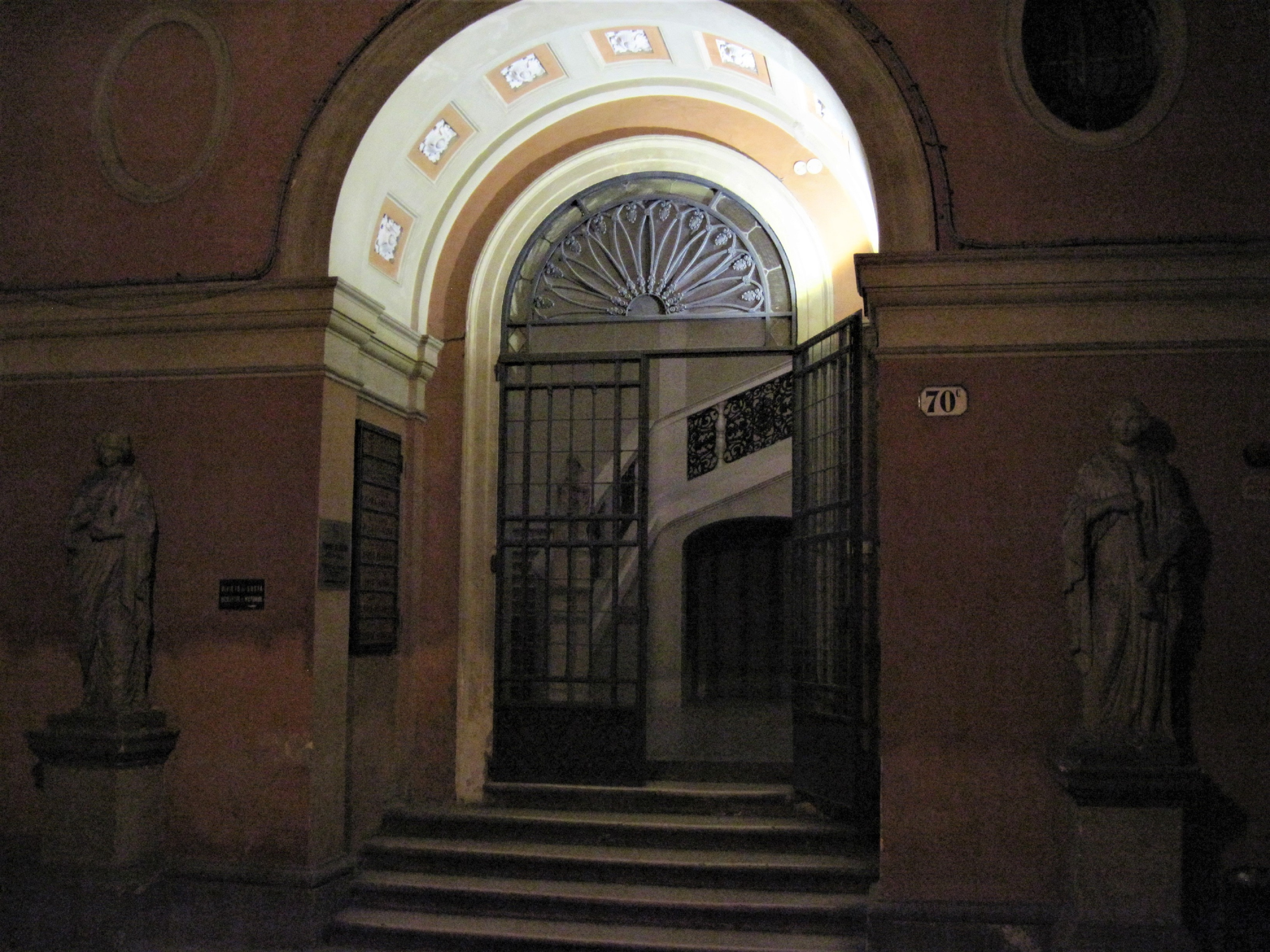
Accesso allo scalone dall'atrio del palazzo.

## Descrizione
Il prospetto su via Borgoleoni venne rifatto nelle forme che ci sono pervenute nel XIX secolo dai Guidetti.
Tra gli aspetti di maggior interesse vi è lo scalone che dall'atrio principale sale al piano nobile. Interessanti i particolari della ringhiera in ghisa e delle statue che decorano atrio e vano delle scale.
Il palazzo ha un ampio cortile interno, tipico dell'architettura cittadina.